# Elektroformica azquil
Elektroformica azquil (лат.) — ископаемый вид муравьёв, единственный в составе рода †Elektroformica из подсемейства Formicinae (Formicidae). Мексиканский янтарь.

## Этимология
Название рода Elektroformica происходит от слов Elektro- (префикс) и -formica (общий родовой суффикс в Formicinae). Приставка Elektro происходит от греческого слова «ēlektron», обозначающего янтарь. Видовой эпитет «azquil» означает «маленький муравей», это простонародное название, используемое в Мексике для некоторых муравьев-формицин. «Azquil» происходит от слова «āzcatl» на астекском языке науатль, которое переводится как «муравей».

## Описание
Очень мелкие муравьи, длина тела около 1,5 мм. В усиках 12 члеников, скапус очень длинный и примерно в два раза превышает длину головы. Найден в мексиканском янтаре, штата Чьяпас (Simojovel, Los Pocitos mine, 17°09’11’’N, 92°46’08’’W. Simojovel Formation). Возраст находки около 25 млн лет (поздний олигоцен — ранний миоцен). Он отнесён к подсемейству Formicinae на основании наличия ацидопоры (окаймленному трубчатому отверстию, расположенному на вершине гипопигия на кончике брюшка). Его можно отличить по миниатюрным размерам, удлинённым скапусам, которые выходят за пределы вершины головы примерно на двойную длину головы, глазам, расположенным примерно на 2/3 расстояния между основанием мандибул и вершиной головы. Дополнительные диагностические признаки включают характерный килевидный наличник, ярко выраженную промезонотальную борозду, прерывистый мезонотум с дорсальным и склонённым краями, изогнутый проподеум без дифференцированных переднего и заднего краёв и заметно редуцированное утолщение на толстом петиоле. Elektroformica azquil обнаружен в куске янтаря в синклюзии с лиственными лепестками и нитями цветка, идентифицированного как cf. Hymenaea mexicana (род бобовых растений Hymenaea), наряду с элементами, тесно связанными с листовой подстилкой и почвенной средой. Вид был впервые описан в 2024 году мексиканскими мирмекологами из Universidad Autónoma del Estado de Morelos (Хохутла, Морелос, Мексика). Систематическое положение рода не определено и поэтому Elektroformica azquil gen. et sp. nov. предлагается отнести к трибе Incertae sedis на временной основе.